# Hradečná (Bílá Lhota)
Hradečná – wieś, część gminy Bílá Lhota, położona w kraju ołomunieckim, w powiecie Ołomuniec, w Czechach.